# Joost Habraken
Joost Habraken (Gemert, 16 september 1988), is een Nederlandse voormalig betaald voetballer.
Habraken speelde in de jeugd bij VV Gemert en volgde later de jeugdopleiding van PSV. Sinds 2006 kwam hij uit in het eerste elftal van Helmond Sport. Hij maakte zijn debuut op 18 augustus 2006, toen Telstar met 2-1 te sterk was voor Helmond Sport. Na zijn definitieve doorbraak in seizoen 2007-08 raakte Habraken in de voorbereiding op seizoen 2008/09 ernstig geblesseerd. Hij brak in een oefenduel met zijn ex-club Gemert zijn kuit- en scheenbeen. Hij was hierdoor het hele seizoen uitgeschakeld. Nadien speelde Habraken nog twee seizoenen voor Helmond Sport. Hierna kwam zijn profloopbaan ten einde en keerde hij terug naar de club in zijn woonplaats VV Gemert als amateur.